# Wallis en Futuna
Wallis en Futuna (Frans: Wallis-et-Futuna of Collectivité de Wallis-et-Futuna; Wallisiaans en Futunaans: Uvea mo Futuna) is een Franse overzeese gemeenschap (sinds 2003) in de Grote Oceaan, ten noordoosten van Fiji en ten westen van Samoa. Eerder was het vanaf 1888 een Frans protectoraat, voordat het in 1961 na een referendum een Frans overzees territorium werd.

## Geografie
Het betreffende gebied bestaat uit twee eilandengroepen: de Walliseilanden met het circa 100 km² grote Wallis (of 'Uvea in de plaatselijke taal) met een twintigtal eilandjes eromheen, vernoemd naar de Britse ontdekkingsreiziger Samuel Wallis, en de 230 km meer naar het zuidwesten gelegen zustereilanden Futuna en Alofi, ook wel de Hoornse Eilanden genoemd. Wallis en Futuna bevindt zich nabij de datumgrens tussen Nieuw-Caledonië en Tahiti, op 18.000 km van Parijs.
De eilanden hebben een vulkanisch reliëf en diep ingesneden kusten, die beschermd worden door een gordel van riffen. De archipel is dan ook moeilijk te bereiken.
Het klimaat is tropisch: warm en vochtig. De gemiddelde temperatuur op Wallis is 27 °C en de vochtigheidsgraad bedraagt er 83%.

## Bevolking
Van de overwegend jonge bevolking woont twee derde op Wallis en een derde op Futuna. Op het eiland Alofi woont slechts 1 mens. Wegens de slechte economische omstandigheden (er is alleen landbouw voor eigen gebruik, de visserij kan niet aan de lokale vraag voldoen en er is slechts zeer beperkt toerisme) zijn veel onderdanen uitgeweken naar Nieuw-Caledonië.
Als schutspatroon van Futuna en de omringende eilanden geldt de heilige Petrus Chanel, een Franse missionaris en priester, die op Futuna als martelaar stierf. Na zijn dood in 1841 trad geleidelijk de bekering van de inheemse bevolking tot de rooms-katholieke kerk met succes in werking. Thans is vrijwel de gehele bevolking van het overzeese gebiedsdeel katholiek (99%).

## Politiek
Het staatshoofd is de Franse president. Het dagelijks bestuur is in handen van een prefect die Frankrijk vertegenwoordigt. Hij wordt bijgestaan door een raad die bestaat uit drie door hem aangeduide leden en de drie lokale koningen.
Wallis en Futuna bestaat uit drie traditionele koninkrijken: Wallis, Alo (oostelijk deel van Futuna plus Alofi) en Sigave (westelijk deel van Futuna).
De wetgevende macht berust bij een gekozen assemblee met dertien vertegenwoordigers uit Wallis en zeven uit Futuna.

## Fauna
Afgezien van de mens komen op Wallis en Futuna slechts twee zoogdiersoorten voor, waarvan er één, de bruine rat, geïntroduceerd is door de Europeanen. De andere soort, de Tongavleerhond, een vleermuis, heeft Wallis en Futuna blijkbaar op natuurlijke wijze bereikt.

## Toerisme
Door de moeilijke bereikbaarheid van het gebied is het toerisme op Wallis en Futuna vooralsnog beperkt.